# Fred Rose (homme politique)
Pour les articles homonymes, voir Fred Rose et Rose.
Fred Rose (de son vrai nom Rosenberg), né le 7 décembre 1907 à Lublin et mort le 16 mars 1983 à Varsovie, syndicaliste, militant communiste et homme politique canadien (québécois) originaire de Lublin en Pologne. Il est le premier et seul membre du Parti communiste, alors appelé Parti ouvrier progressiste, élu à la Chambre des communes du Canada.

## Biographie
Rose est d'abord connu comme un activiste syndical. Très tôt, il se rapproche des milieux communistes et milite aux côtés d'Albert Saint-Martin, Tim Buck et Léa Roback. Durant les années 1930, il devient membre de la Ligue des jeunes communistes du Canada. Sous le gouvernement de Maurice Duplessis, il compte parmi les opposants aux lois anti-syndicales instaurées par l'Union nationale.
Lors d'une élection fédérale partielle tenue le 9 août 1943, il obtient 5 789 voix et est élu en tant que représentant du Parti ouvrier progressiste à la Chambre des communes dans la circonscription montréalaise de Cartier. Rose est le premier, et le seul, à avoir été élu sous la bannière communiste au Canada. Il est réélu lors de l'élection générale de 1945 avec 10 413 votes, mais son mandat est interrompu l'année suivante, le 14 mars 1946, alors qu'il est arrêté et accusé d'espionnage pour le compte de l'Union soviétique à la suite des révélations d’Igor Gouzenko,. Il sera libéré après six ans de prison. Il s'exile en Pologne, où il finira ses jours. Le gouvernement canadien ne lui donnera jamais le droit de revenir au pays.
Le procès de Rose s’inscrit dans une période de répression contre les communistes où se forment de nombreux mouvements et journaux anticommunistes; cette poursuite jettera un discrédit sur le Parti communiste du Canada, qui sera victime d’une crise de confiance de la part de ses militants.
Il meurt à Varsovie en Pologne, en mars 1983, à l'âge de 75 ans.

## Télévision
- 1993 : Les grands procès, Guy Thauvette